# Эдман, Сванте
Сва́нте Хе́рман Нильс Э́дман (швед. Svante Herman Nils Ödman; род. 22 июня 1943) — шведский кёрлингист.
В составе мужской сборной Швеции участник чемпионата мира 1978 (заняли четвёртое место). Чемпион Швеции среди мужчин, смешанных команд и ветеранов.
Играл на позиции третьего.
В 1976 введён в Зал славы шведского кёрлинга (швед. Stora Curlare).

## Достижения
- Чемпионат Швеции по кёрлингу среди мужчин: золото (1978).
- Чемпионат Швеции по кёрлингу среди смешанных команд: золото (1971).
- Чемпионат Швеции по кёрлингу среди ветеранов: золото (1989).

## Команды
| Сезон                          | Четвёртый    | Третий         | Второй          | Первый             | Турниры                      |
| ------------------------------ | ------------ | -------------- | --------------- | ------------------ | ---------------------------- |
| 1977—78                        | Том Шеффер   | Сванте Эдман   | Фред Риддерстад | Клас-Йоран Карлман | ЧШМ 1978 · ЧМ 1978 (4 место) |
| 1988—89                        | Том Шеффер   | Сванте Эдман   | Stig Johnson    | Свен Фрюксениус    | ЧШВ 1989                     |
| Кёрлинг среди смешанных команд |              |                |                 |                    |                              |
| 1970—71                        | Stig Johnson | Barbro Johnson | Сванте Эдман    | Suzanne Ödman      | ЧШСК 1971                    |

(скипы выделены полужирным шрифтом)